# Oxynoemacheilus lenkoranensis
Oxynoemacheilus lenkoranensis és una espècie de peix pertanyent a la família dels balitòrids, la qual fou redescoberta el 2012.

## Etimologia
L'epítet lenkoranensis fa referència al seu lloc d'origen: el riu Lenkoran a l'Azerbaidjan.

## Hàbitat i distribució geogràfica
És un peix d'aigua dolça, demersal i de clima temperat, el qual viu a Àsia: els rierols i rius de corrent de moderat a ràpid i de substrat de grava de la conca del riu Lenkoran a la conca de la mar Càspia a l'Azerbaidjan i, possiblement també, Geòrgia.

## Observacions
És inofensiu per als humans, el seu índex de vulnerabilitat és baix (18 de 100) i la Unió Internacional per a la Conservació de la Natura en recomana un estudi aprofundit per a conèixer la seua distribució geogràfica exacta i les seues amenaces actuals o futures. No gaudeix de cap pla de conservació.